# Скрий ме
Скрий ме (на турски: Sakla Beni) е турски драматичен телевизионен сериал, продуциран от OGM Pictures, чийто първи епизод е излъчен на 2 ноември 2023 г., режисиран от Надим Гюч и по сценарий на Армаган Гюлшахин и Нергис Отлуоулу Акоулу. В него участват Ураз Кайгълароулу, Джемре Байсел и Асуде Калебек. Сериалът приключва със своя 26-и епизод, който е излъчен на 2 май 2024 г.

## Актьорски състав
- Ураз Кайгълароулу – Мете Карааслан
- Джемре Байсел – Инджила Аръкан
- Асуде Калебек – Наз Ертекин
- Джейда Дювенджи – Филиз Ертекин
- Баран Бьолюкбашъ – Кадир
- Шенай Гюрлер – Белгин Карааслан
- Нилюфер Ачъкалън – Гюлтен Карааслан
- Севинч Ербулак – Фюсун Кафтанлъ
- Гьокшен Атеш – Тансу Карааслан
- Кямил Гюлер – Иззет Ертекин
- Низам Намидар – Атъф Кафтанлъ
- Сера Токдемир – Фахрюниса Карааслан
- Едип Санер – Бахри Кафтанлъ
- Ачеля Деврим Йълхан – Мюберра Аръкан
- Съла Коркмаз – Емине
- Емине Шанс Умар – Джемиле
- Тамер Левент – Конт Зия
- Небил Сайън – Мюмтаз
- Ийтджан Ергин – Озан Кафтанлъ
- Айдан Бурхан – Юксел
- Волкан Юнал – Ердем
- Гюлчин Сантърджъоулу – Ифакат Корхан
- Йознур Серчелер – Асуман Корхан
- Шенджан Гюлерюз – Джемил

## Излъчване
| Сезон | Сезон | Епизоди | Начало на сезона  | Край на сезона | Всички епизоди | ТВ сезон    | ТВ канал |
| ----- | ----- | ------- | ----------------- | -------------- | -------------- | ----------- | -------- |
|       | 1     | 26      | 2 ноември 2023 г. | 2 май 2024 г.  | 1 – 26         | 2023 – 2024 | Star TV  |